# Торама (музыкальный инструмент)
Торама (мокш. торама, эрз. дорамо от мокш. торамс «греметь») — музыкальный инструмент, труба в традиционной культуре народов эрзя и мокша, символ надежды. Зов торамы — призыв к объединению перед лицом врага и в этом качестве торама фигурирует в преданиях о мордовских вождях — тюштях.
Согласно древней легенде когда среди народа Великого Тюшти начались распри, он удалился от них со своими верными воинами на новые земли, но оставил свою трубу тораму. По одним легендам торама была скрыта в ветвях деревьев, по другим источникам — в земле. У торамы были струны и ветер играл на них. По преданию Тюштя был искусен в волшебстве и тораму суждено было найти только избранному. По завещанию Тюшти, в день, когда враги придут на его землю, протрубит торама и он вернётся к своему народу и накажет недругов.
Древний военный и пастуший сигнальный инструмент имеющий два типа. Пастухи-эрзяне трубили в тораму три раза в день: рано утром при выгоне скота, в полдень ко времени доения коров и вечером по возвращении стада в село.

## Виды и изготовление
Торама первого вида изготавливалась из ветви берёзы или клёна, которая продольно раскалывалась пополам, сердцевина каждой половины выдалбливалась, затем половины ветви обматывались берёстой. При такой обмотке берёстой одну сторону трубы делали шире, а другую уже. Длина инструмента колебалась от 80 до 100 см. Внутрь трубы вставляли язык из берёсты.
Торама второго вида изготавливалась из колец липовой коры, вставленных друг в друга и заклеенных рыбным клеем в форме раструба. Длина инструмента колебалась от 50 до 80 см.
Оба вида торамы не имели пальцевых отверстий. Из них извлекались два-три звука обертонного ряда.